# Смерть лихваря
«Смерть лихваря» (тадж. «Марги судхӯр») — радянський художній чорно-білий фільм, знятий в 1966 році режисером Тахіром Сабіровим на кіностудії «Таджикфільм». Прем'єра фільму відбулася 20 березня 1967 року. Екранізація однойменного твору Садріддіна Айні.

## Сюжет
Стара Бухара, дія фільму відбувається на початку лютого 1917 року. В рахунок неоплачених боргів бідняка Хамро лихвар Корі Ішкамба забирає в наложниці його сестру і продає її іншому багатієві.

## У ролях
- Захір Дусматов — лихвар Корі Ішкамба
- Хабібулло Абдуразаков — Бадріддін
- Ато Мухамеджанов — Абдулло
- Гурміндж Завкібеков — суддя
- Абдурахім Кудусов — Хамро
- Е. Асанова — Гульяндом
- А. Ходжаєв — Рахімі Канд
- Н. Шарія — Рузі
- С. Бекаєва — епізод
- Абдусалом Рахімов — епізод
- Зухра Хасанова — епізод

## Знімальна група
- Режисер — Тахір Сабіров
- Сценарист — Ігор Луковський
- Оператор — Анвар Мансуров
- Композитор — Зіядулло Шахіді
- Художник — Давид Ільябаєв